# 桑德斯 (印第安納州)
桑德斯（英語：Sanders）是位於美國印地安納州門羅縣的一個非建制地區。該地的面積和人口皆未知。